# Paul Nisse
Paul Nisse, né le 31 janvier 1869 à Halle-sur-Saale et mort le 6 juin 1949 à Mörsdorf, est un sculpteur et peintre allemand.

## Biographie

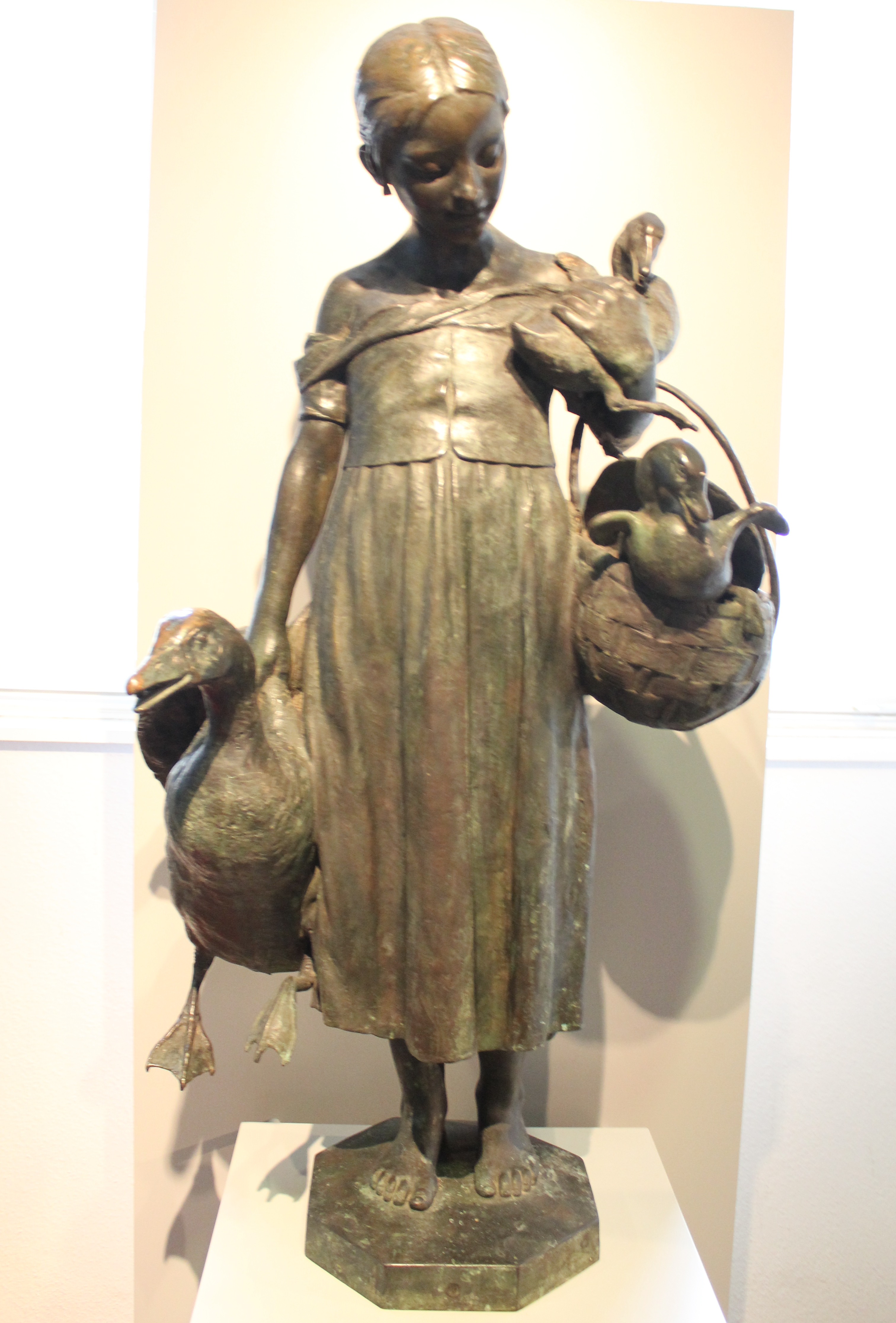
La Gänseliesel de Göttingen (l'original)

Nisse est le fils d'un négociant de Halle. Il étudie de 1886 à 1894 aux écoles d'art et académies de Leipzig, Dresde, Carlsruhe, Munich et Berlin. En 1894, il est collaborateur et artiste indépendant à l'atelier du professeur Ferdinand Hartzer (de), puis travaille dans son propre atelier à Berlin. Il épouse en 1896 Meta Hanke qui lui donne un fils, Thilo, en 1900, et une fille, Melanie, en 1901. Il travaille de 1898 à 1901 à la fameuse fontaine de la Gänseliesel de Göttingen, dont le monument a été conçu par Heinrich Stöckhardt (de). l'original étant au musée de la ville.
Il travaille de 1902 à 1904 à Posen, Leipzig et à Saint-Louis aux États-Unis pour l'Exposition universelle. Il y expose une fontaine. Il se sépare alors de sa famille. Puis il travaille à Göttingen, Saint-Pétersbourg et Berlin à la veille de la Première Guerre mondiale.
Il s'engage comme volontaire et il est grièvement blessé en 1915, ce qui provoque une amputation de la jambe droite.
Après la guerre, il sculpte le monument aux morts de la guerre de 1914-1918 de Basse-Saxe (1919), à Berga-Kelbra. Il est engagé en 1921 comme dessinateur technique chez Carl Zeiss à Iéna. Il s'installe en 1924 à Mörsdorf en Thuringe, dans son propre atelier.
Paul Nisse épouse en secondes noces Elsa Rudolph en 1925.

## Source
- (de) Cet article est partiellement ou en totalité issu de l’article de Wikipédia en allemand intitulé « Paul Nisse » (voir la liste des auteurs).